# Thomas Möser
Thomas Möser (* 1956 in Neuburg an der Donau) ist seit 1987 freischaffender Künstler und Graphiker.

## Leben
Er studierte von 1979 bis 1983 Kunst an der Universität München. 1983 bis 1987 wurde er als Lehrbeauftragter für Zeichnen am Lehrstuhl für Kunsterziehung der Ludwig-Maximilian-Universität in München berufen. Seit 1980 nimmt er an zahlreichen Ausstellungen im In- und Ausland teil, ab 1986 leitet er auch Kunstseminare in Italien und Südfrankreich. Seine Arbeiten sind im Besitz öffentlicher und privater Sammlungen, zahlreicher Galerien in Deutschland, den USA (New York), Frankreich und Spanien (Mallorca).

## Stilistik
Möser findet seine Motive überwiegend in der Sagen- und Märchenwelt. Die Phantasie der Völker, die Kreativität, die in der Kunst des Erzählens steckt, und vor allem die visionäre Hoffnung, die in den Geschichten, Episoden und Legenden zum Ausdruck kommt, ziehen den Künstler von Anfang an in ihren Bann.
Er beschränkt sich jedoch nicht darauf, die Inhalte traditioneller Erzählungen mit dem Medium der Graphik zu vermitteln. Er greift vielmehr typische Szenen auf und schafft durch eine subtile Verfremdung neue, überraschende Situationen. Der Betrachter ist eigentlich sofort „im Bilde“ und erkennt vertraute Motive, sieht sich aber dann sofort mit dem Abenteuer konfrontiert, Neues zu entdecken und neue Zusammenhänge zu erkennen.